# Mai 1981
Portal Geschichte | Portal Biografien | Aktuelle Ereignisse | Jahreskalender | Tagesartikel

◄ |
19. Jahrhundert |
20. Jahrhundert
| 21. Jahrhundert

◄ |
1950er |
1960er |
1970er |
1980er
| 1990er | 2000er | 2010er | ►

◄ |
1977 |
1978 |
1979 |
1980 |
1981
| 1982 | 1983 | 1984 | 1985 | ►

◄ |
Februar 1981 |
März 1981 |
April 1981 |
Mai 1981 |
Juni 1981 |
Juli 1981 |
August 1981 |
►
Dieser Artikel behandelt aktuelle Nachrichten und Ereignisse im Mai 1981.

## Tagesgeschehen

### Samstag, 2. Mai 1981
- Stuttgart/Deutschland: Die SG Eintracht Frankfurt gewinnt mit 3:1 gegen den 1. FC Kaiserslautern das Finale des DFB-Pokals der Männer.[1]

### Donnerstag, 7. Mai 1981
- Atlantik: Die Atlantische Hurrikansaison 1981 beginnt, als sich aus dem Tiefdruckgebiet Arlene im Golf von Mexiko ein Tropischer Sturm entwickelt. Arlene erreicht im Verlauf des Tages die Westküste Kubas und sorgt für Starkregen auf der Insel. Im Regelfall folgen auf Tropische Störungen im Pazifik keine Stürme in der Atlantikregion. Das aktuelle Jahr markiert eine Ausnahme.[2]

### Sonntag, 10. Mai 1981

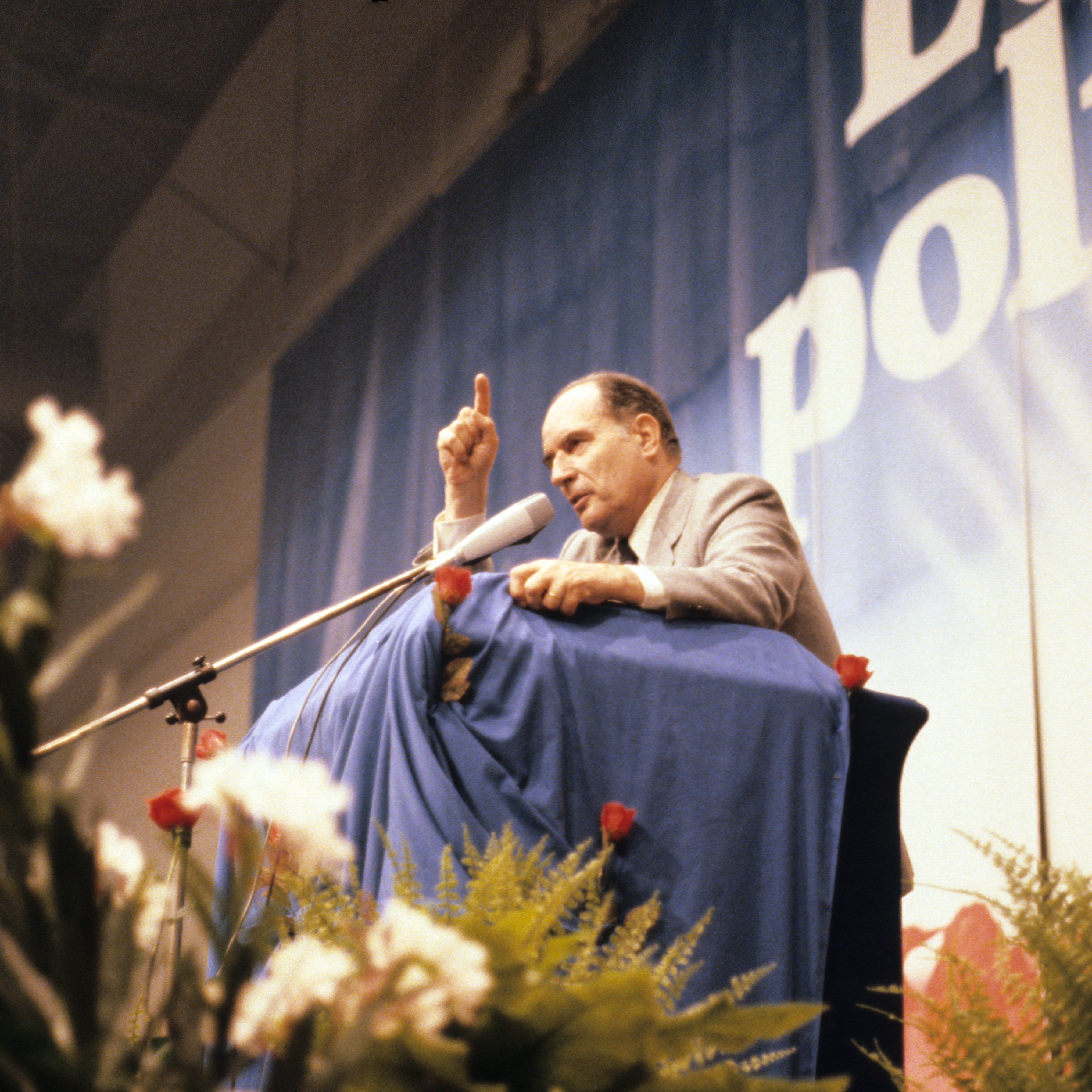
François Mitterrand

Mehrheiten für d’Estaing (blau) und Mitterrand (rosa)

- Berlin/Deutschland: Der im Januar vom Abgeordnetenhaus gewählte Regierende Bürgermeister der Stadt und des Landes Berlin Hans-Jochen Vogel (SPD) wird nach der vorgezogenen Wahl keine Regierung bilden können. Dasselbe gilt für CDU-Spitzenkandidat Richard von Weizsäcker. Dessen Partei landet mit 48,0 % Stimmenanteil deutlich vor der SPD, aber die bundespolitische Koalitionspräferenz der ebenfalls in das Landesparlament gewählten FDP verhindert eine schwarz-gelbe Koalition.[3]
- Charente/Frankreich: Forscher entdecken in der Grotte des Perrats zwei Teile eines vergoldeten Repräsentationshelms der Latènekultur. Nach ersten Mutmaßungen handelt es sich um einen der frühesten goldenen Gegenstände Europas mit einem hohen Reinheitsgrad. Das Alter wird auf circa 2.300 Jahre geschätzt.[4]
- Paris/Frankreich: Im entscheidenden zweiten Durchgang zur Wahl des Präsidenten der Republik Frankreich wird François Mitterrand von der Sozialistischen Partei mit 51,8 % der Stimmen zum neuen Staatsoberhaupt gewählt. Er siegt gegen Amtsinhaber Valéry Giscard d’Estaing vom Wahlbündnis Union für die französische Demokratie.[5]

### Montag, 11. Mai 1981
- Frankfurt am Main/Deutschland: In Seckbach erschießen Unbekannte den Wirtschaftsminister des Landes Hessen Heinz Herbert Karry (FDP) in seinem Wohnhaus. Der Schlafende wird von vier Schüssen getroffen.[6]

### Mittwoch, 13. Mai 1981
- Düsseldorf/Deutschland: Dinamo Tiflis gewinnt den Fußball-Europapokal der Pokalsieger durch einen 2:1-Finalsieg gegen den FC Carl Zeiss Jena.[7]
- Vatikanstadt: Der Türke Mehmet Ali Ağca verübt ein Attentat auf Papst Johannes Paul II. auf dem Petersplatz. Drei Kugeln aus Ağcas Pistole treffen das Oberhaupt der Römisch-katholischen Kirche. Eine davon tritt am Rücken knapp neben der Wirbelsäule wieder aus.[8]

### Donnerstag, 14. Mai 1981

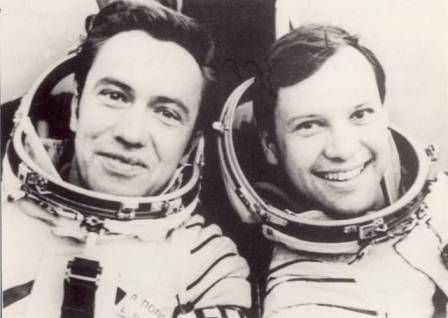
Dumitru Dorin Prunariu (rechts)

- Leninsk/Sowjetunion: Dumitru Prunariu startet als erster Rumäne ins Weltall.[9]
- Paris/Frankreich: Der gewählte Präsident François Mitterrand beschließt die Auflösung der Nationalversammlung, um die Position des designierten Ministerpräsidenten aus den Reihen der Sozialistischen Partei durch eine andere Zusammensetzung des Parlaments zu stärken.[10]

### Freitag, 15. Mai 1981
- Belgrad/Jugoslawien: Sergej Kraigher vom Bund der Kommunisten löst seinen Parteikollegen Cvijetin Mijatović als Vorsitzender des Präsidiums der SFR Jugoslawien ab und wird neues Staatsoberhaupt der Republik.[11]

### Mittwoch, 20. Mai 1981

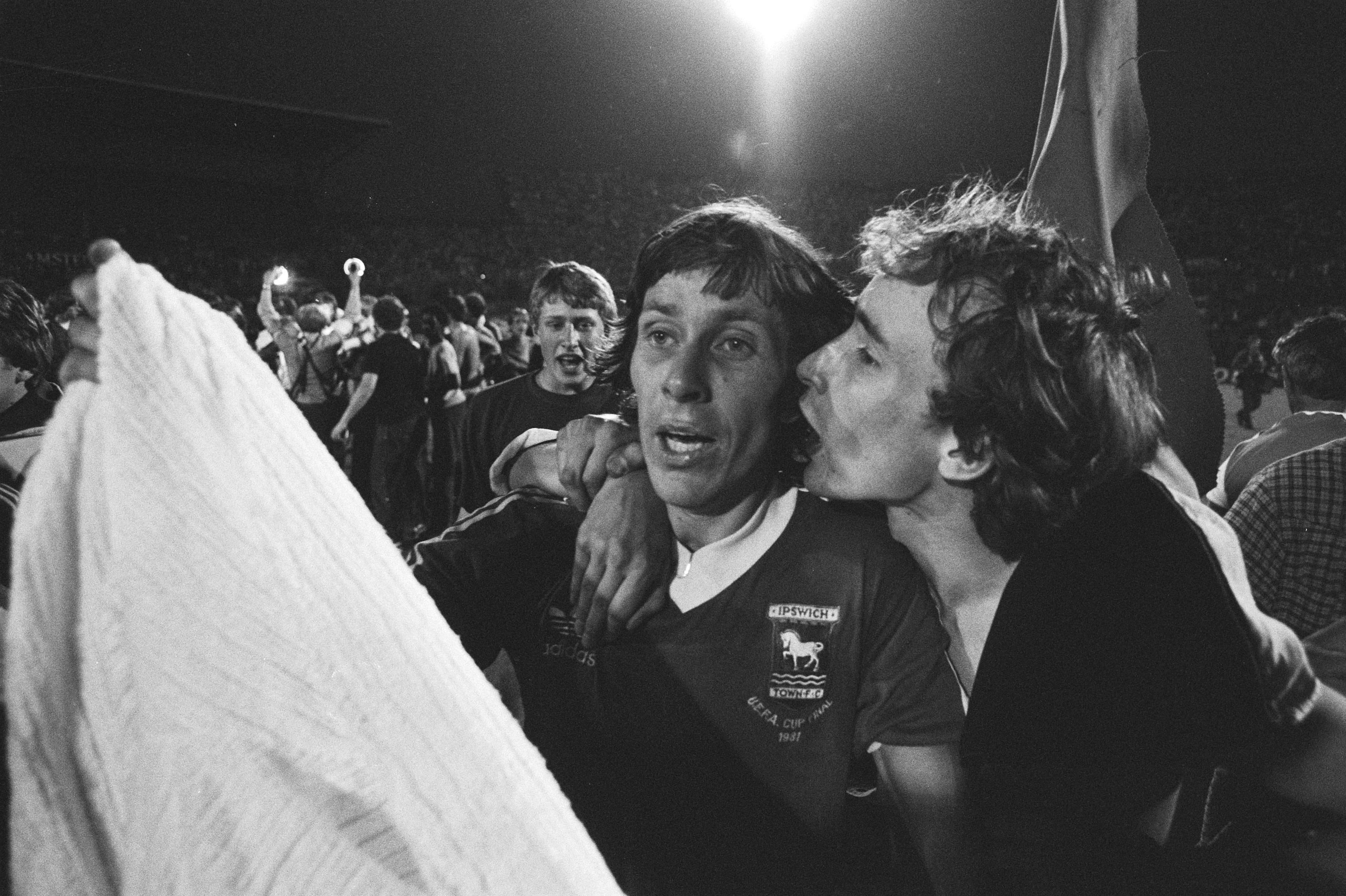
Arnold Mühren von Ipswich Town

- Amsterdam/Niederlande: Der Ipswich Town FC aus England gewinnt den Fußball-UEFA-Cup nach einer 2:4-Niederlage im Final-Rückspiel gegen Alkmaar Zaanstreek '67. Das Hinspiel endete mit einem 3:0-Sieg der Briten.[12]

### Donnerstag, 21. Mai 1981

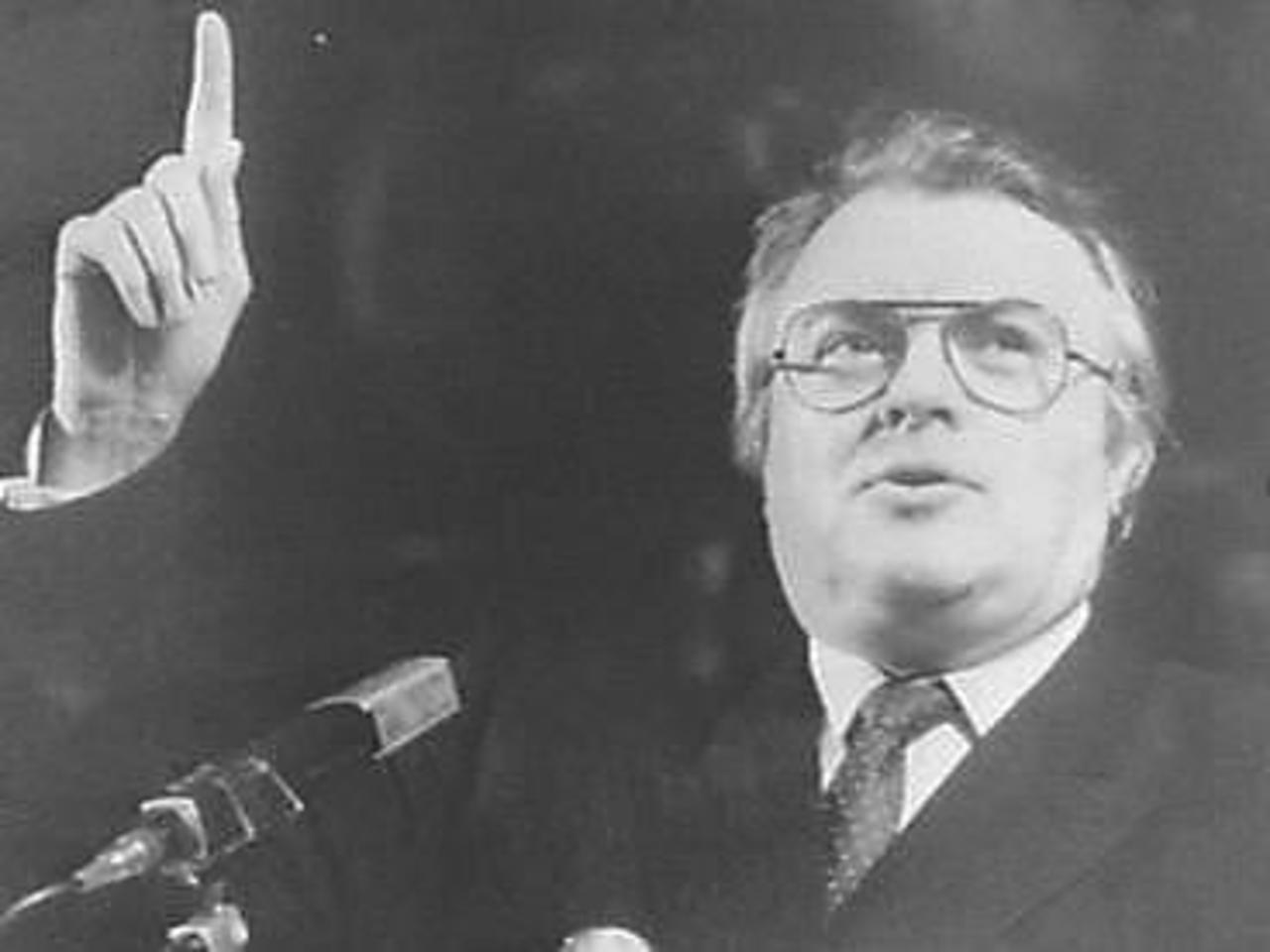
Pierre Mauroy

- Paris/Frankreich: François Mitterrand wird als erster Politiker der Sozialistischen Partei ins Amt des Staatspräsidenten eingeführt. Seine Aufgabe sieht er darin, einen „neuen Bund zwischen dem Sozialismus und der Freiheit zu besiegeln“. Mitterrand ernennt seinen Parteikollegen Pierre Mauroy zum Premierminister.[13]
- Uniondale/Vereinigte Staaten: Die New York Islanders entscheiden das fünfte und entscheidende Spiel der Finalserie um den Stanley Cup der nordamerikanischen Eishockey-Profiliga NHL gegen die Minnesota North Stars mit 5:1 für sich und verteidigen ihren Titel aus dem Vorjahr.[14]

### Montag, 25. Mai 1981
- Hamburg/Deutschland: Der Erste Bürgermeister der Stadt und Regierungschef des Landes Hamburg Hans-Ulrich Klose (SPD) verkündet öffentlich seinen Rücktritt. Der Auslöser sind die SPD-internen Querelen um den Bau eines Kernkraftwerks im schleswig-holsteinischen Brokdorf.[15]

### Dienstag, 26. Mai 1981
- Den Haag/Niederlande: Bei der Wahl zur Abgeordnetenkammer des Parlaments geben rund 30,8 % der Wähler ihre Stimme dem Zusammenschluss Christlich-Demokratischer Aufruf (CDA), der in dieser Form erstmals zur Wahl steht, und rund 28,3 % geben ihre Stimme der Partei der Arbeit (PvdA). Auf dem dritten Platz in der Wählergunst liegt abgeschlagen die Volkspartei für Freiheit und Demokratie mit circa 17,3 %. Da CDA und PvdA nicht koalieren werden, ist mit einer baldigen Bildung einer neuen Regierung nicht zu rechnen.[16]

### Mittwoch, 27. Mai 1981
- Cannes/Frankreich: Der Film Der Mann aus Eisen des polnischen Regisseurs Andrzej Wajda über den unabhängigen Gewerkschaftsbund Solidarność wird bei den 34. Internationalen Filmfestspielen mit der Palme d’or ausgezeichnet.[17]
- Paris/Frankreich: Der Liverpool FC gewinnt den Fußball-Europapokal der Landesmeister durch einen 1:0-Finalsieg gegen Real Madrid.[18]

### Donnerstag, 28. Mai 1981
- Aachen/Deutschland: Der Karlspreis wird an die französische Präsidentin des Europäischen Parlaments Simone Veil übergeben für ihren Beitrag zur „Einigung Europas“.[19]

### Samstag, 30. Mai 1981
- Berlin/Deutschland: Der Titelverteidiger Berliner FC Dynamo wird durch einen 2:1-Sieg gegen den FC Carl Zeiss Jena Meister der Fußball-Oberliga der DDR 1981. Es ist der dritte nationale Meistertitel für Dynamo in Serie.[20]